# Aaron Leya Iseka
Aaron Leya Iseka (Brussel, 15 november 1997) is een Belgisch-Congolees voetballer die doorgaans als aanvaller speelt. Leya Iseka speelt sinds 2024 voor CSKA Sofia. Hij is een jongere broer van voetballer Michy Batshuayi.

## Carrière

### Jeugd
Iseka speelde in de jeugd van RFC Evere en Crossing Schaerbeek tot hij in 2004 werd opgenomen in de jeugdopleiding van RSC Anderlecht. Zijn ontwikkeling werd afgeremd door de ziekte van Osgood-Schlatter. Hij won in 2013 met de beloften van Anderlecht de AEGON Future Cup. Iseka werd ook topscorer van het internationale jeugdtoernooi.

### RSC Anderlecht
In het seizoen 2014/15 mocht hij zich aansluiten bij de selectie van het eerste elftal onder leiding van trainer Besnik Hasi. Hij kreeg er een contract tot medio 2020. Iseka debuteerde op 3 december 2014 in het eerste elftal van Anderlecht, tijdens een wedstrijd in de achtste finale van de beker van België tegen Racing Mechelen. Hij mocht na 75 minuten invallen voor Cyriac. Een ronde later maakte hij tegen Zulte Waregem zijn eerste officiële doelpunt voor paars-wit. Op 18 januari 2015 zat hij voor het eerst in de wedstrijdkern in een competitiewedstrijd. Hij mocht tegen Lierse 6 minuten voor tijd invallen voor Andy Najar.
In het seizoen 2015/16 stond Iseka nagenoeg een jaar aan de kant na kruisbandblessure. Een zware knieblessure opgelopen in de UEFA Youth League-wedstrijd tegen Brann Bergen. Het gevolg was negen maanden revalidatie. Hij kwam dat seizoen niet meer in actie.

#### Verhuur aan Olympique Marseille
Anderlecht verhuurde Aaron Leya Iseka in juli 2016 voor één jaar aan de Franse traditieclub Olympique Marseille. Zodoende ging hij spelen voor de club die zijn broer Batshuayi drie weken daarvoor verkocht werd aan Chelsea. Trainer Franck Passi had hem zien spelen in de Youth League waar hij overtuigd raakte. Iseka debuteerde op de tweede speeldag tegen Guingamp. Hij viel in de 69e minuut in voor Abou Diaby. Marseille verloor de wedstrijd met 2-1. In het seizoensbegin verzamelde hij aanvankelijk nog regelmatig speelminuten, maar op het einde komt hij enkel nog aan bod bij de B-ploeg. Uiteindelijk mocht hij voor Marseille in de Ligue 1 acht keer invallen zonder te scoren. In de Coup de la Ligue stond hij één keer in de basisploeg.

#### Verhuur aan Zulte Waregem
In juni 2017 verhuurde Anderlecht Aaron Leya Iseka aan Zulte Waregem voor één seizoen. Hij kwam over samen met Michaël Heylen. Essevee bedong geen aankoopoptie. "Zulte Waregem is een club die het potentieel van jongeren weet te benutten" verklaarde Iseka. Hij maakte zijn debuut op 22 juli 2017 tijdens de supercup tegen moederclub Anderlecht. Twee weken later maakte Iseka zijn eerste doelpunt voor Zulte Waregem. Tegen Sint-Truiden benutte hij 8 minuten voor affluiten een penalty. Ook Europees scoorde Iseka twee keer. Tegen OGC Nice maakte hij de eerredder in de 1-5 verlies. Tegen Lazio Roma maakte hij de winning goal. Uiteindelijk speelde hij in totaal 32 wedstrijden aan de gaverbeek. Hierin wist hij negen keer te scoren.

### Toulouse FC
Op 29 juni 2018 liet Anderlecht weten dat Leya Iseka op definitieve basis naar Toulouse FC trok. Hij tekende er een contract tot medio 2022. Met de transfer was een bedrag gemoeid van € 1.250.000,-. De Ligue 1 is perfect voor de ontwikkeling van Iseka: viriel, atletisch, technisch, snel. Kortom: erg compleet. In zijn tweede seizoen bij Toulouse degradeerde zijn club uit de hoogste afdeling. In twee seizoen speelde hij 57 wedstrijden waarin hij goed was voor acht doelpunten.

#### Verhuur aan FC Metz
Op 1 november 2020 werd Aaron Leya Iseka tot het einde van het seizoen aan FC Metz dat in de Ligue 1 uitkomt. Het wordt na Marseille en Toulouse de 3e club in Frankrijk voor de Belgische aanvaller. Hij wordt tot het einde van het seizoen gehuurd, met een aankoopoptie. Iseka wordt er ploegmaat van onder meer Dylan Bronn en Victorien Angban. Hij moet er spits Niane die uitviel met een zware knieblessure. Uiteindelijk lichtte Metz de aankoopoptie van Iseka niet. Hij speelde voor de Franse eersteklasser 26 wedstrijden waarin hij niet verder kwam dan vijf doelpunten.

### Barnsley
Aaron Leya Iseka vervolgt zijn carrière bij de Engelse tweedeklasser Barnsley. Met dat nieuws kwam het team uit de Championship begin augustus 2021 naar buiten. Hij ondertekende een contract voor vier seizoenen op Oakwell. Hij werd er ploegmaat van Obbi Oulare die eerder weggeplukt werd bij Standard.

## Statistieken[12]
| Seizoen     | Club                  | Competitie    | Competitie | Competitie | Competitie | Beker | Beker | Beker | Europa | Europa | Europa | Totaal | Totaal | Totaal |
| Seizoen     | Club                  | Competitie    | Wed.       | Dlp.       | Ass.       | Wed.  | Dlp.  | Ass.  | Wed.   | Dlp.   | Ass.   | Wed.   | Dlp.   | Ass.   |
| ----------- | --------------------- | ------------- | ---------- | ---------- | ---------- | ----- | ----- | ----- | ------ | ------ | ------ | ------ | ------ | ------ |
| 2014/15     | RSC Anderlecht        | Eerste klasse | 9          | 0          | 0          | 4     | 1     | 1     | 2      | 0      | 0      | 15     | 1      | 1      |
| 2015/16     | RSC Anderlecht        | Eerste klasse | 3          | 0          | 0          | 1     | 0     | 0     | 0      | 0      | 0      | 4      | 0      | 0      |
| Club Totaal | Club Totaal           | Club Totaal   | 12         | 0          | 0          | 5     | 1     | 1     | 2      | 0      | 0      | 19     | 1      | 1      |
| 2016/17     | → Olympique Marseille | Ligue 1       | 8          | 0          | 2          | 1     | 0     | 0     | —      | —      | —      | 9      | 0      | 2      |
| Club Totaal | Club Totaal           | Club Totaal   | 8          | 0          | 2          | 1     | 0     | 0     | 0      | 0      | 0      | 9      | 0      | 2      |
| 2017/18     | → Zulte Waregem       | Eerste klasse | 25         | 6          | 1          | 2     | 1     | 0     | 5      | 2      | 0      | 32     | 9      | 1      |
| Club Totaal | Club Totaal           | Club Totaal   | 25         | 6          | 1          | 2     | 1     | 0     | 5      | 2      | 0      | 32     | 9      | 1      |
| 2018/19     | Toulouse FC           | Ligue 1       | 28         | 4          | 0          | 4     | 2     | 0     | —      | —      | —      | 32     | 6      | 0      |
| 2019/20     | Toulouse FC           | Ligue 1       | 22         | 2          | 0          | 1     | 0     | 0     | —      | —      | —      | 23     | 2      | 0      |
| 2020/21     | Toulouse FC           | Ligue 2       | 2          | 0          | 0          | 0     | 0     | 0     | —      | —      | —      | 2      | 0      | 0      |
| Club Totaal | Club Totaal           | Club Totaal   | 52         | 6          | 0          | 5     | 2     | 0     | 0      | 0      | 0      | 57     | 8      | 0      |
| 2020/21     | → FC Metz             | Ligue 1       | 21         | 4          | 0          | 3     | 1     | 0     | —      | —      | —      | 24     | 5      | 0      |
| Club Totaal | Club Totaal           | Club Totaal   | 21         | 4          | 0          | 3     | 1     | 0     | 0      | 0      | 0      | 24     | 5      | 0      |
| 2021/22     | Barnsley FC           | Championship  | 25         | 3          | 0          | 1     | 0     | 0     | —      | —      | —      | 26     | 3      | 0      |
| 2022/23     | Barnsley FC           | Championship  | 0          | 0          | 0          | 1     | 0     | 0     | —      | —      | —      | 1      | 0      | 0      |
| Club Totaal | Club Totaal           | Club Totaal   | 25         | 3          | 0          | 2     | 0     | 0     | 0      | 0      | 0      | 27     | 3      | 0      |
| 2022/23     | → Adanaspor           | 1.Lig         | 10         | 2          | 1          | 0     | 0     | 0     | —      | —      | —      | 10     | 2      | 1      |
| Club Totaal | Club Totaal           | Club Totaal   | 10         | 2          | 1          | 0     | 0     | 0     | 0      | 0      | 0      | 10     | 2      | 1      |
| 2022/23     | → Tuzlaspor           | 1.Lig         | 11         | 4          | 1          | 0     | 0     | 0     | —      | —      | —      | 11     | 4      | 1      |
| Club Totaal | Club Totaal           | Club Totaal   | 11         | 4          | 1          | 0     | 0     | 0     | 0      | 0      | 0      | 11     | 4      | 1      |
| 2023/24     | → Hapoel Hadera       | Ligat Ha'Al   | 2          | 1          | 0          | 0     | 0     | 0     | —      | —      | —      | 2      | 1      | 0      |
| Club Totaal | Club Totaal           | Club Totaal   | 2          | 1          | 0          | 0     | 0     | 0     | 0      | 0      | 0      | 2      | 1      | 0      |
| 2023/24     | OFI Kreta             | Super League  | 9          | 4          | 1          | 1     | 1     | 0     | —      | —      | —      | 10     | 5      | 1      |
| Club Totaal | Club Totaal           | Club Totaal   | 9          | 4          | 1          | 1     | 1     | 0     | 0      | 0      | 0      | 10     | 5      | 1      |
| TOTAAL      | TOTAAL                | TOTAAL        | 175        | 28         | 6          | 19    | 6     | 1     | 7      | 2      | 0      | 201    | 36     | 7      |

## Trivia
- Hoewel Michy Batshuayi de broer van Aaron Leya Iseka is, hebben ze elk een verschillende achternaam. Batshuayi is de familienaam van hun vader Pino, Leya Iseka die van hun moeder Viviane.
- Michy speelde net als zijn broer bij de jeugd van Anderlecht. In 2007 werd hij er weggestuurd wegens gedragsproblemen.